# Les Andelys (quận)
Quận Les Andelys là một quận của Pháp nằm trong tỉnh Eure thuộc vùng Normandie. Quận này có 12 tổng và 175 xã.

## Các đơn vị hành chính

### Các tổng
Các tổng của quận Les Andelys là:
1. Les Andelys
2. Écos
3. Étrépagny
4. Fleury-sur-Andelle
5. Gaillon
6. Gaillon-Campagne
7. Gisors
8. Louviers-Nord
9. Louviers-Sud
10. Lyons-la-Forêt
11. Pont-de-l'Arche
12. Val-de-Reuil

### Các xã
Các xã của quận Les Andelys, và mã INSEE là:
| 1. Ailly (27005)                         | 2. Alizay (27008)                       | 3. Amécourt (27010)                    |
| 4. Amfreville-les-Champs (27012)         | 5. Amfreville-sous-les-Monts (27013)    | 6. Les Andelys (27016)                 |
| 7. Aubevoye (27022)                      | 8. Autheuil-Authouillet (27025)         | 9. Authevernes (27026)                 |
| 10. Bacqueville (27034)                  | 11. Bazincourt-sur-Epte (27045)         | 12. Beauficel-en-Lyons (27048)         |
| 13. Bernières-sur-Seine (27058)          | 14. Bernouville (27059)                 | 15. Berthenonville (27060)             |
| 16. Bézu-la-Forêt (27066)                | 17. Bézu-Saint-Éloi (27067)             | 18. Bois-Jérôme-Saint-Ouen (27072)     |
| 19. Boisemont (27070)                    | 20. Bosquentin (27094)                  | 21. Bouafles (27097)                   |
| 22. Bouchevilliers (27098)               | 23. Bourg-Beaudouin (27104)             | 24. Bus-Saint-Rémy (27121)             |
| 25. Cahaignes (27122)                    | 26. Cailly-sur-Eure (27124)             | 27. Cantiers (27128)                   |
| 28. Champenard (27142)                   | 29. Charleval (27151)                   | 30. Château-sur-Epte (27152)           |
| 31. Chauvincourt-Provemont (27153)       | 32. Civières (27160)                    | 33. Connelles (27168)                  |
| 34. Corny (27175)                        | 35. Coudray (27176)                     | 36. Courcelles-sur-Seine (27180)       |
| 37. Criquebeuf-sur-Seine (27188)         | 38. La Croix-Saint-Leufroy (27191)      | 39. Cuverville (27194)                 |
| 40. Les Damps (27196)                    | 41. Dampsmesnil (27197)                 | 42. Dangu (27199)                      |
| 43. Daubeuf-près-Vatteville (27202)      | 44. Doudeauville-en-Vexin (27204)       | 45. Douville-sur-Andelle (27205)       |
| 46. Écardenville-sur-Eure (27211)        | 47. Écos (27213)                        | 48. Écouis (27214)                     |
| 49. Étrépagny (27226)                    | 50. Farceaux (27232)                    | 51. Fleury-la-Forêt (27245)            |
| 52. Fleury-sur-Andelle (27246)           | 53. Flipou (27247)                      | 54. Fontaine-Bellenger (27249)         |
| 55. Fontaine-Heudebourg (27250)          | 56. Fontenay (27255)                    | 57. Forêt-la-Folie (27257)             |
| 58. Fourges (27262)                      | 59. Fours-en-Vexin (27264)              | 60. Fresne-l'Archevêque (27270)        |
| 61. Gaillardbois-Cressenville (27274)    | 62. Gaillon (27275)                     | 63. Gamaches-en-Vexin (27276)          |
| 64. Gasny (27279)                        | 65. Gisors (27284)                      | 66. Giverny (27285)                    |
| 67. Grainville (27294)                   | 68. Guerny (27304)                      | 69. Guiseniers (27307)                 |
| 70. Guitry (27308)                       | 71. Hacqueville (27310)                 | 72. Harquency (27315)                  |
| 73. Hébécourt (27324)                    | 74. Hennezis (27329)                    | 75. Herqueville (27330)                |
| 76. Heubécourt-Haricourt (27331)         | 77. Heudicourt (27333)                  | 78. Heudreville-sur-Eure (27335)       |
| 79. Heuqueville (27337)                  | 80. Les Hogues (27338)                  | 81. Houville-en-Vexin (27346)          |
| 82. Igoville (27348)                     | 83. Léry (27365)                        | 84. Letteguives (27366)                |
| 85. Lilly (27369)                        | 86. Lisors (27370)                      | 87. Longchamps (27372)                 |
| 88. Lorleau (27373)                      | 89. Lyons-la-Forêt (27377)              | 90. Mainneville (27379)                |
| 91. Le Manoir (27386)                    | 92. Martagny (27392)                    | 93. Martot (27394)                     |
| 94. Ménesqueville (27396)                | 95. Mesnil-sous-Vienne (27405)          | 96. Mesnil-Verclives (27407)           |
| 97. Mézières-en-Vexin (27408)            | 98. Montaure (27412)                    | 99. Morgny (27417)                     |
| 100. Mouflaines (27420)                  | 101. Muids (27422)                      | 102. Neaufles-Saint-Martin (27426)     |
| 103. La Neuve-Grange (27430)             | 104. Nojeon-en-Vexin (27437)            | 105. Notre-Dame-de-l'Isle (27440)      |
| 106. Noyers (27445)                      | 107. Panilleuse (27449)                 | 108. Perriers-sur-Andelle (27453)      |
| 109. Perruel (27454)                     | 110. Pîtres (27458)                     | 111. Pont-de-l'Arche (27469)           |
| 112. Pont-Saint-Pierre (27470)           | 113. Port-Mort (27473)                  | 114. Porte-Joie (27471)                |
| 115. Poses (27474)                       | 116. Pressagny-l'Orgueilleux (27477)    | 117. Puchay (27480)                    |
| 118. Radepont (27487)                    | 119. Renneville (27488)                 | 120. Richeville (27490)                |
| 121. La Roquette (27495)                 | 122. Romilly-sur-Andelle (27493)        | 123. Rosay-sur-Lieure (27496)          |
| 124. Saint-Aubin-sur-Gaillon (27517)     | 125. Sainte-Barbe-sur-Gaillon (27519)   | 126. Saint-Denis-le-Ferment (27533)    |
| 127. Saint-Étienne-sous-Bailleul (27539) | 128. Sainte-Geneviève-lès-Gasny (27540) | 129. Saint-Julien-de-la-Liègue (27553) |
| 130. Sainte-Marie-de-Vatimesnil (27567)  | 131. Saint-Pierre-de-Bailleul (27589)   | 132. Saint-Pierre-la-Garenne (27599)   |
| 133. Sancourt (27614)                    | 134. Saussay-la-Campagne (27617)        | 135. Suzay (27625)                     |
| 136. Le Thil (27632)                     | 137. Les Thilliers-en-Vexin (27633)     | 138. Le Thuit (27635)                  |
| 139. Tilly (27644)                       | 140. Tosny (27647)                      | 141. Tostes (27648)                    |
| 142. Touffreville (27649)                | 143. Tournedos-sur-Seine (27651)        | 144. Tourny (27653)                    |
| 145. Le Tronquay (27664)                 | 146. Val-de-Reuil (27701)               | 147. Vandrimare (27670)                |
| 148. Vascœuil (27672)                    | 149. Vatteville (27673)                 | 150. Le Vaudreuil (27528)              |
| 151. Venables (27676)                    | 152. Vesly (27682)                      | 153. Vézillon (27683)                  |
| 154. Vieux-Villez (27687)                | 155. Villers-en-Vexin (27690)           | 156. Villers-sur-le-Roule (27691)      |